# Eusebio de Gorbea Lemmi
Eusebio de Gorbea y Lemmi (Madrid, 23 de marzo de 1881-Buenos Aires, 17 de diciembre de 1948) fue un militar y escritor español que desarrolló su actividad a principios del siglo XX.

## Biografía
Eusebio nació en la madrileña calle de Gerona, en el seno de una familia de la burguesía. Su padre, Eusebio Dionisio de Gorbea y Urquijo, era oriundo de la localidad de Mendieta (Álava) y por parte de su madre descendía un familia de jardineros al servicio de los monarcas españoles, especialmente como jardineros mayores del Real Sitio de La Granja de San Ildefonso. Su madre, María Luisa Lemmi y García (1837-), era descendiente directa de Luis Lemmi, jardinero mayor de ese real sitio desde 1766. Sus padres habían contraído matrimonio el 1 de diciembre de 1877 en la iglesia de Santa Cruz de Madrid.
Hizo sus estudios en el Instituto de San Isidro. Posteriormente se decidió por la carrera militar, ingresando en la Academia de Infantería de Toledo. Alcanzó el grado de segundo teniente con diecisiete años. En 1905 publica bajo pseudónimo su primer libro, Florículas cariátides, de poesía satírica.
El 8 de mayo de 1906 contrajo matrimonio con su prima segunda María de la Encarnación Aragoneses Urquijo, conocida por su posterior pseudónimo literario, «Elena Fortún». El matrimonio tuvo dos hijos: 
- Luis de Gorbea Aragoneses (1908-1954), abogado, casado con Ana María Hug.[1]
- Manuel (1909-1920)

Tras su matrimonio simultaneó su carrera militar con su carrera literaria, dedicado principalmente a la escritura de obras dramáticas como La muñeca de los viejos (1909) o Veletas (1913). En el caso de La muñeca de los viejos, la obra fue presentada por su autor a Benito Pérez Galdós, que la envió al teatro Lara para representarse, sin éxito. Finalmente fue estrenada, con éxito, en mayo de 1909, tras ganar un concurso del periódico El Liberal y casualmente el estreno se produjo en el propio teatro Lara, como establecía el concurso. Posteriormente esta obra llegaría a ser representada en San Sebastián en noviembre de 1909. En 1912 había publicado su primera novela Jaime o jaimín.
En 1909 participó en la guerra de Melilla, como teniente del regimiento de Cazadores de Arapiles. Fue herido el 27 de julio en el conocido episodio del Barranco del Lobo, en que las tropas españolas fueron vencidas por las tropas rifeñas. Precisamente el día antes de este suceso había escrito una crónica publicada también en el periódico El Liberal.
En la década de los años 20, su obra se dedica también a la novela histórica (Los mil años de Elena Fortún y Don Quijote de Vivar). En 1928 su obra dramática Los que no perdonan, estrenada en el teatro Eslava de Madrid el 29 de septiembre de 1928 con buenas críticas, fue laureada con el Premio Fastenrath, siendo la primera vez que este era concedido a una obra de teatro. Durante esta época forma parte de distintos grupos de teatro como actor aficionado, por ejemplo, en El  caracol formado por Cipriano Rivas Cherif o El cántaro roto liderado por Ramón María del Valle-Inclán. o El mirlo blanco, en casa de Pío Baroja. En el marco de esta afición llegará a participar en 1929, en el fallido estreno de la obra de García Lorca, Amor de don Perlimplín con Belisa en su jardín como don Perlimplín. En 1929 fue ascendido a comandante y fue nombrado caballero con cruz de la orden de San Hermenegildo. El 9 de julio de 1931, proclamada ya la Segunda República, se le concede el retiro de su carrera militar, habiéndose acogido a la conocida como Ley Azaña.
Durante esta nueva etapa, continuó con su actividad teatral, como actor y dramaturgo, llegando a estrenar su comedia Baile de trajes en 1934. Su discreto éxito como escritor, en comparación con el fulgurante de su esposa Elena Fortún, amargó sus días; con frecuencia Elena debía esconderse de él para poder escribir y estuvieron a punto de divorciarse en 1936.
Al estallar la Guerra civil y aunque Eusebio de Gorbea ya estaba retirado, pidió volver al servicio activo y le concedieron la dirección de la Escuela de Automovilismo de Aviación de Barcelona. Su hijo Luis, que ya era abogado, fue destinado a Albacete como abogado de oficio en los tribunales de guerra. Elena permaneció sola en Madrid, colaborando en la revista Crónica; esta revista concedió a Elena una corresponsalía en Valencia y aprovechó sus frecuentes viajes hasta allá para pasar por Albacete y ver a su hijo Luis y a su nuera Ana María. Como la situación en Albacete se estaba volviendo peligrosa, Elena consiguió que Luis fuera destinado a la sección de Europa del Ministerio del Estado en Barcelona, junto a su padre. A comienzos de 1939 Elena se reúne con Eusebio en Barcelona, pero al ir a entregar a Manuel Aguilar una nueva entrega de Celia, Madrid es cercada y se rompe toda comunicación; Eusebio y su hijo marchan al exilio francés poco antes de la caída de Barcelona.
Tras la Guerra civil española estuvo en un campo de concentración de la costa y se reunió con su esposa en París en mayo de 1939. Luis por su parte marchó a Orange (Nueva Jersey) para trabajar en la sección hispanoamericana de ventas de una industria farmacéutica. El 19 de octubre de 1939 desde La Rochelle el matrimonio, junto con otros intelectuales republicanos, se embarcó a la Argentina, en el conocido viaje en el buque SS Massilia, llegando a Buenos Aires el 5 de noviembre del mismo año. Ya en Argentina, su actividad se centró principalmente en la colaboración como traductor al español de obras escritas en otras lenguas (principalmente en francés) para editoriales bonaerenses.
Acosado por las depresiones y por las dramáticas discusiones con su hijo Luis, murió en Buenos Aires en 1948, presumiblemente quitándose la vida con gas; en 1954 se suicidó a su vez su hijo Luis. Se encuentra enterrado junto con su hijo Manuel y su mujer, fallecida en 1952, en el cementerio sacramental de San Justo en Madrid.

## Obras

### Poesía
- Florículas caríatides. (1905) Publicado bajo el pseudónimo anagramático Don Ópalo Gorbeúchez.[8]

### Teatro
- La muñeca de los viejos. (Estrenada en el teatro Lara de Madrid el 7 de mayo de 1909)[12] Disponible en Internet Archive.
- Academia Preparatoria. Juguete cómico en un acto y en prosa. (1912)
- Veletas. Comedia en cuatro actos. (Estrenada en 1913)[11] Disponible en Internet Archive.
- Los que no perdonan. (Estrenada en el teatro Eslava de Madrid el 29 de septiembre de 1928)[17] Versión digital. Disponible en Internet Archive y también disponible en la Biblioteca Digital de Castilla y León.
- El molino de la mujer sola. Drama en tres actos. (1930) Disponible en Internet Archive.
- Los amos de curtidores. Comedia popular madrileña en tres actos. (Estrenada en el teatro de la Latina de Madrid el 23 de abril de 1930)[35] Disponible en Internet Archive.
- Baile de trajes. (Estrenada en el teatro Principal de Zaragoza en enero de 1934)[26]

### Novela
- Jaime y jaimín. (1912)
- Los mil años de Elena Fortún. Magerit. (1922)
- Don Quijote de Vivar (1928)

### Crónica de guerra
- «Notas de la trinchera. El amor ante la muerte.». El Liberal (10.876) (Campamento del Lavadero). 9 de agosto de 1909. p. 1.

## Órdenes y empleos

### Órdenes
- 1929: Caballero con la cruz de la Orden de San Hermenegildo.[24]

### Empleos
- 9 de julio de 1931: Comandante en retiro.[25]
- 1929: Comandante.[24]
- 1926-1928?: Capitán, Ayudante de Campo del general Verdugo.[36][37]
- 1925: Capitán agregado a la Capitanía General de Canarias.[38]
- 27 de octubre de 1921-: Capitán del regimiento de infantería n.º 48 Pavía.[39]
- 1917-27 de octubre de 1921: Capitán de reemplazo de la VI Región Militar.[40]
- 1912: Capitán en el segundo batallón de reserva n.º 17 de la zona de reclutamiento de Guadalajara.[41][42]
- 3 de agosto de 1908: Primer teniente en el regimiento de cazadores n.º 9 Arapiles.[43]
- 31 de diciembre de 1903: Segundo teniente supernumerario de la Primera Región Militar.[44]
- 1902: Segundo teniente en el regimiento de infantería n.º 7 Sicilia.[45]
- 1899: Segundo teniente en el regimiento de infantería n.º 31 Asturias (con acuartelamiento en Madrid)[46][47]

## Reconocimientos
En la obra Elena Fortún, producida por el Centro Dramático Nacional en 2020, escrita por María Folguera, el personaje de Eusebio de Gorbea, encarnado por el actor Javier Pérez-Acebrón, tiene un rol relevante entre su personalidad conflictiva, que marcó profundamente la construcción de Elena Fortún como autora, y la sensibilidad con la que en ocasiones colaboró con su trayectoria, como corrector, transcriptor y colaborador para encontrar nombres de personajes o títulos de artículos.